# Cédric Mansaré
Cédric Mansaré, né le 18 octobre 1985 au Mans, dans la Sarthe, est un joueur international guinéen de basket-ball. Il évolue au poste d'ailier à Dax Gamarde Basket 40. Il est le cousin du footballeur international guinéen, Fodé Mansaré, et le demi-frère du footballeur, gabonais Denis Bouanga.

## Biographie
Cédric Mansaré est né le 18 octobre 1985 au Mans mais grandit dans le quartier de Croix de Neyrat à Clermont-Ferrand. Plutôt attiré par le football, il joue au Clermont Foot Auvergne 63 jusqu'en benjamins avant de s'orienter vers le basket après avoir remporté un tournoi USEP au sein de l'école Alphonse Daudet.
Il prendra sa première licence à Neyrat Basket avant de rejoindre l'Association sportive montferrandaise puis le Stade Clermontois Basket Auvergne tout en suivant la formation du CREPS de Vichy.
Sélectionné à la même époque en équipe d'Auvergne, il remporte le championnat de France Cadets en 2002 avant de rejoindre grâce aux efforts de son père les rangs de la JDA Dijon afin d'y finir sa formation. Il connaît à cette époque ses premières sélections en Équipe de France de basket-ball Cadets.
De retour au Stade clermontois Basket Auvergne en 2004, il signe un contrat Espoir-Pro qui lui permet de figurer sur le banc de l'équipe professionnelle. Mais il n'entre pas dans les plans de Jean-Aimé Toupane et décide de partir à l'Étendard de Brest où il évolue aussi en Espoir-Pro et termine meilleur marqueur du championnat espoir avec 24,7 pts/matchs avant de rejoindre la Suisse à Lausanne MB en 1re division.
Après des passages en NM1 à l'ASMB Le Puy, à Denek Bat Bayonne Urcuit, à Rueil AC puis à Sorgues Basket Club, il décide de retrouver sa région et signe à la JA Vichy pour la saison 2013-2014, un an après avoir été sélectionné en équipe nationale de Guinée dont il est maintenant le capitaine.

## Palmarès
- Champion de France cadet 2002
- 21 sélections et capitaine en équipe nationale guinéenne